# 萊克維尤 (加利福尼亞州)
萊克維尤（英語：Lakeview）是位於美國加利福尼亞州河濱縣的一個人口普查指定地區。

## 地理
萊克維尤的座標為33°50′19″N 117°07′05″W / 33.83861°N 117.11806°W，而該地最高點為海拔高度442米（即1450英尺）。

## 人口
根據2010年美國人口普查的數據，萊克維尤的面積為8.443平方千米，均為陸地。當地共有人口2104人，而人口密度為每平方千米249人。